# Léontine Bouchetal
Léontine Eugénie Bouchetal, dite Mlle Bouchetal, née le 13 mars 1872 à Paris 11e et morte le 11 août 1932 à Mellecey, est une actrice de théâtre française.

## Biographie
Léontine Bouchetal entre au Conservatoire de Paris en 1892 et obtient en 1893 un deuxième accessit de tragédie, en 1894 un deuxième prix (classe de Maubant). En 1895, elle se voit décerner un premier accessit de Comédie (classe d'Eugène Silvain). Elle est engagée à la Porte-Saint-Martin où elle crée, pour ses débuts à la scène, le rôle de Tiphaine Raguenel dans Messire du Guesclin, de Paul Déroulède, en 1895. Elle joue le rôle de mère Marguerite, lors de la première de Cyrano de Bergerac en 1897.
À son mariage en janvier 1904, les témoins à l'acte sont Coquelin aîné, Jean Coquelin et le préfet de police Louis Lépine.

## Théâtre
- 1895 : Messire du Guesclin de Paul Déroulède, créé au Théâtre de la Porte-Saint-Martin (22 octobre) : Thiphaine Raguenel
- 1896 : Les Bienfaiteurs, comédie en 4 actes d'Eugène Brieux, mise en scène de Louis Péricaud (22 octobre) Théâtre de la Porte-Saint-Martin
- 1897 : Cyrano de Bergerac d'Edmond Rostand, première le 28 décembre 1897, Théâtre de la Porte-Saint-Martin : Mère Marguerite
- 1899 : Les Misérables de Paul Meurice et Charles Hugo d'après Victor Hugo (27 décembre), Théâtre de la Porte-Saint-Martin
- 1902 : La Maison du baigneur, création le 8 octobre 1902 : Théâtre de la Porte Saint-Martin[7] : Marie de Médicis
- 1905 : Les Oberlé, d’après le roman de René Bazin, création le 17 novembre 1905, Théâtre de la Gaîté : Monique Oberlé : Monique
- 1905 : Les Précieuses ridicules, Théâtre de la Gaîté : Madelon
- 1905 : Le Malade imaginaire, Théâtre de la Gaîté : Béline
- 1905 : Le Médecin malgré lui, Théâtre de la Gaîté : Martine
- 1907 : L'Affaire des poisons de Victorien Sardou, Théâtre de la Porte Saint-Martin, première le 7 décembre[8]
- 1910 : Chantecler, pièce en quatre actes d'Edmond Rostand, représentée pour la première fois le 7 février 1910 au théâtre de la Porte-Saint-Martin[9].
- 1912 : L'Escapade de Gabriel Trarieux, rôle de Marquise de Guitres, Théâtre Michel, 24 novembre[10],[11].
- 1926 : Le Cœur ébloui de Lucien Descaves, création le 19 octobre 1926 : Théâtre Daunou[12] : Mme Morin
- 1930 : L'Avare, Théâtre Antoine
- 1930 : Le Médecin malgré lui, Théâtre Antoine